# Info-Dialog

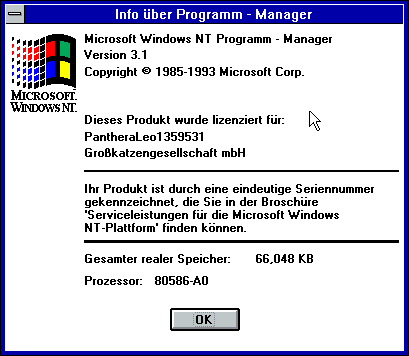
Info-Fenster mit Logo, Rechteangaben, Lizenznehmer, RAM und CPU (in Wahrheit anderer Prozessor)

Ein Info-Dialog (auch: Info-Fenster oder About-Box) ist ein Dialogfenster, das Aussagen zu der Software selbst und ihrem Entwickler (dem Unternehmen oder der Person) macht.

## Inhalte
Der Info-Dialog enthält üblicherweise folgende Informationen:
- ein grafisches Element, z. B. ein Bild oder ein Icon des Programms
- die Versionskennung des Programms
- den Namen der Software und des Unternehmens, das es entwickelt hat, z. B. Microsoft Word von Microsoft oder Ubuntu von der Ubuntu Foundation, beziehungsweise die Namen der an der Entwicklung beteiligten Personen, falls die Software nicht von einem Unternehmen im üblichen Sinne entwickelt wurde
- Angaben zu Patenten und Urheberrechten und, wenn nötig, Lizenzinformationen sowie Angaben über zur Entwicklung verwendete Software oder Patente anderer Hersteller, z. B. Treiber oder Middleware mit zugehöriger Lizenz
- Angaben zu eventuell installierten Plug-ins und ihrem Ursprung beziehungsweise ihren Entwicklern.

## Gestaltung
Die Gestaltung des Info-Dialogs bleibt dem Entwickler oder einem von ihm beauftragten Grafikdesigner vorbehalten. Neben dem Startbildschirm kann ein Info-Dialog zum visuellen Eindruck oder sogar zur Identität der Software beitragen.
Die Gestaltung von Info-Dialogen fällt zuweilen unterschiedlich aus, je nach Geschmack der Entwickler und immer mehr auch dem Corporate Design der Software-Reihe oder des sie produzierenden Unternehmens. Gelegentlich setzen Programme auf Animation oder Musik, bei großen, häufig kommerziellen Produkten sind die Dialoge meistens statisch und enthalten grafische Elemente sowie Informationen über die Software und seine Entwicklung in Textform. Wenn das Programm unerwartete Funktionen (sogenannte „Easter Eggs“) bietet, sind diese häufig im Info-Dialog versteckt.

## Galerie

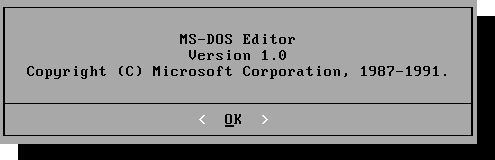
"About-Box" aus MS-DOS
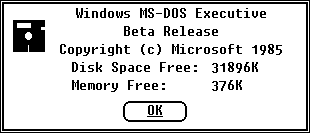
Eine der ältesten About-Boxen aus Windows überhaupt
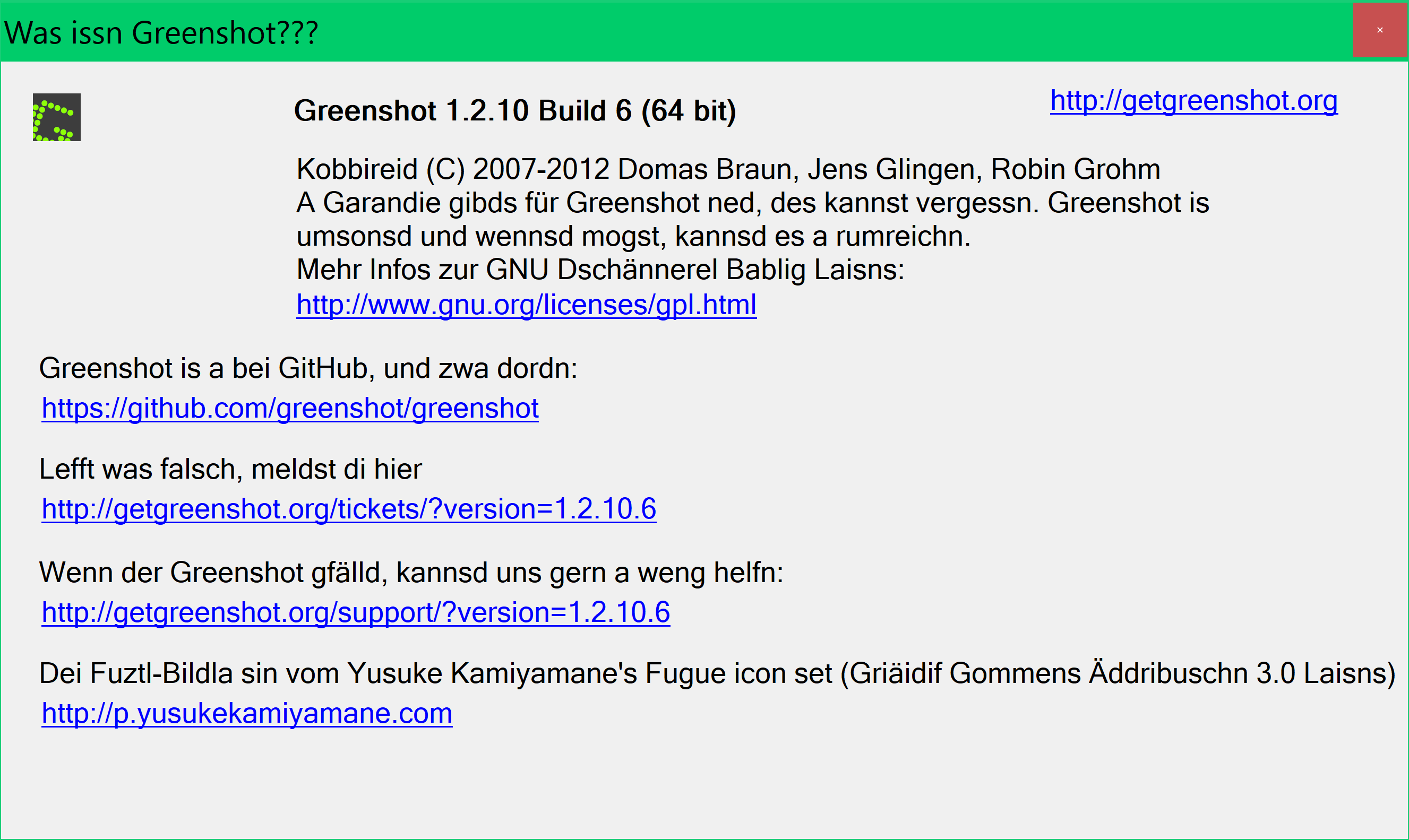
Humoristische About-Box auf Fränkisch
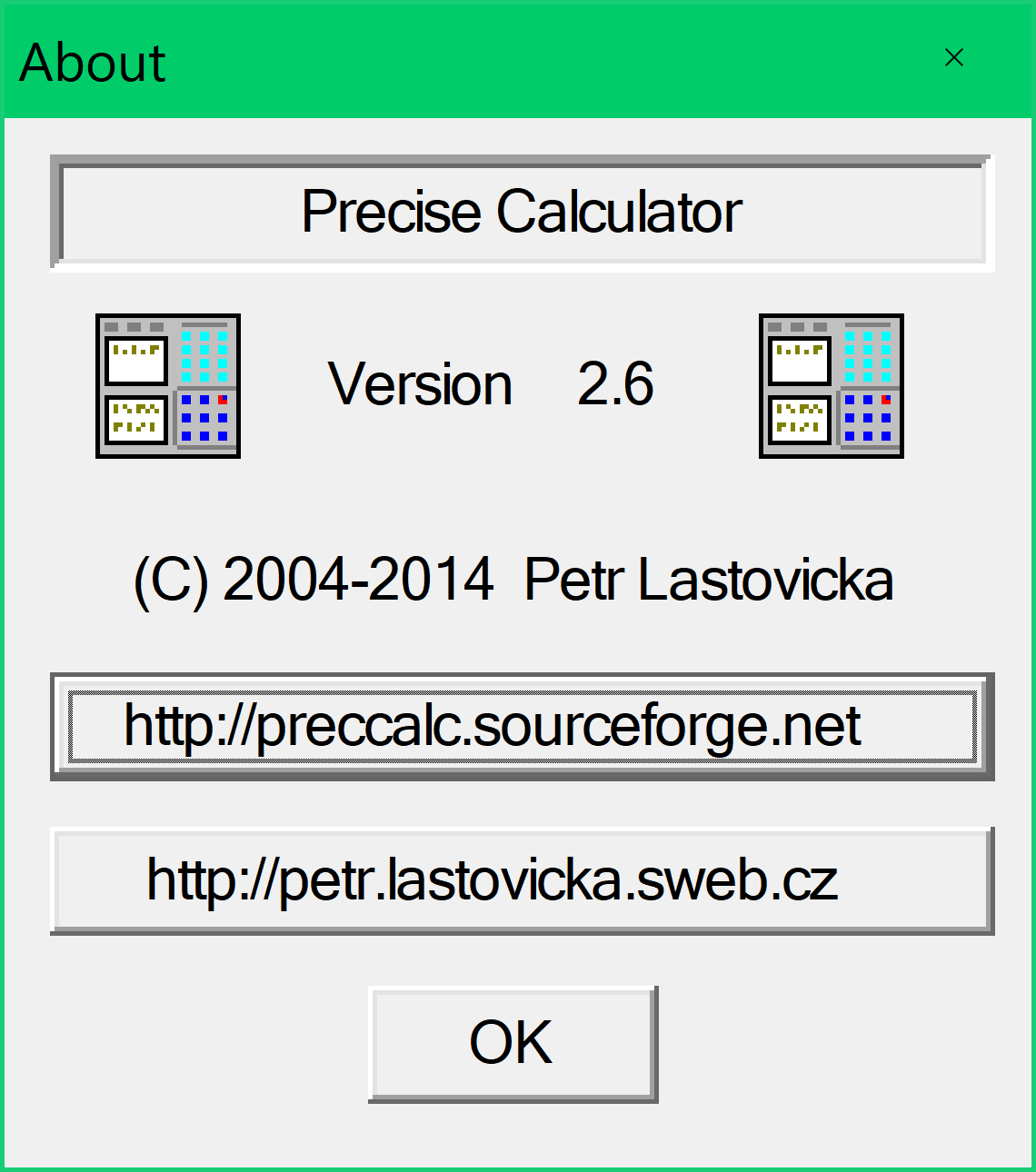
About-Box mit weiterführenden Hyperlinks
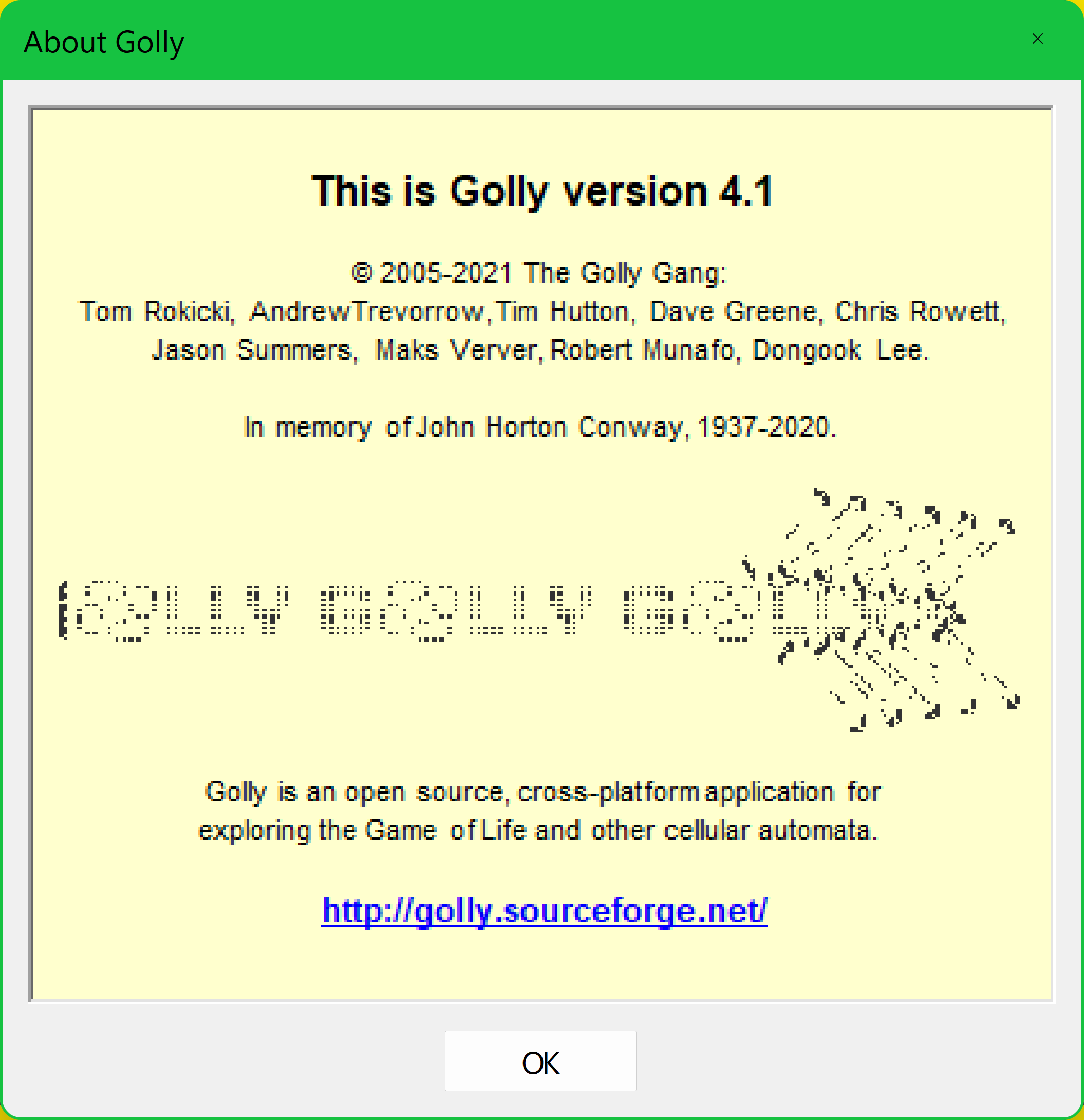
About-Box mit Animation
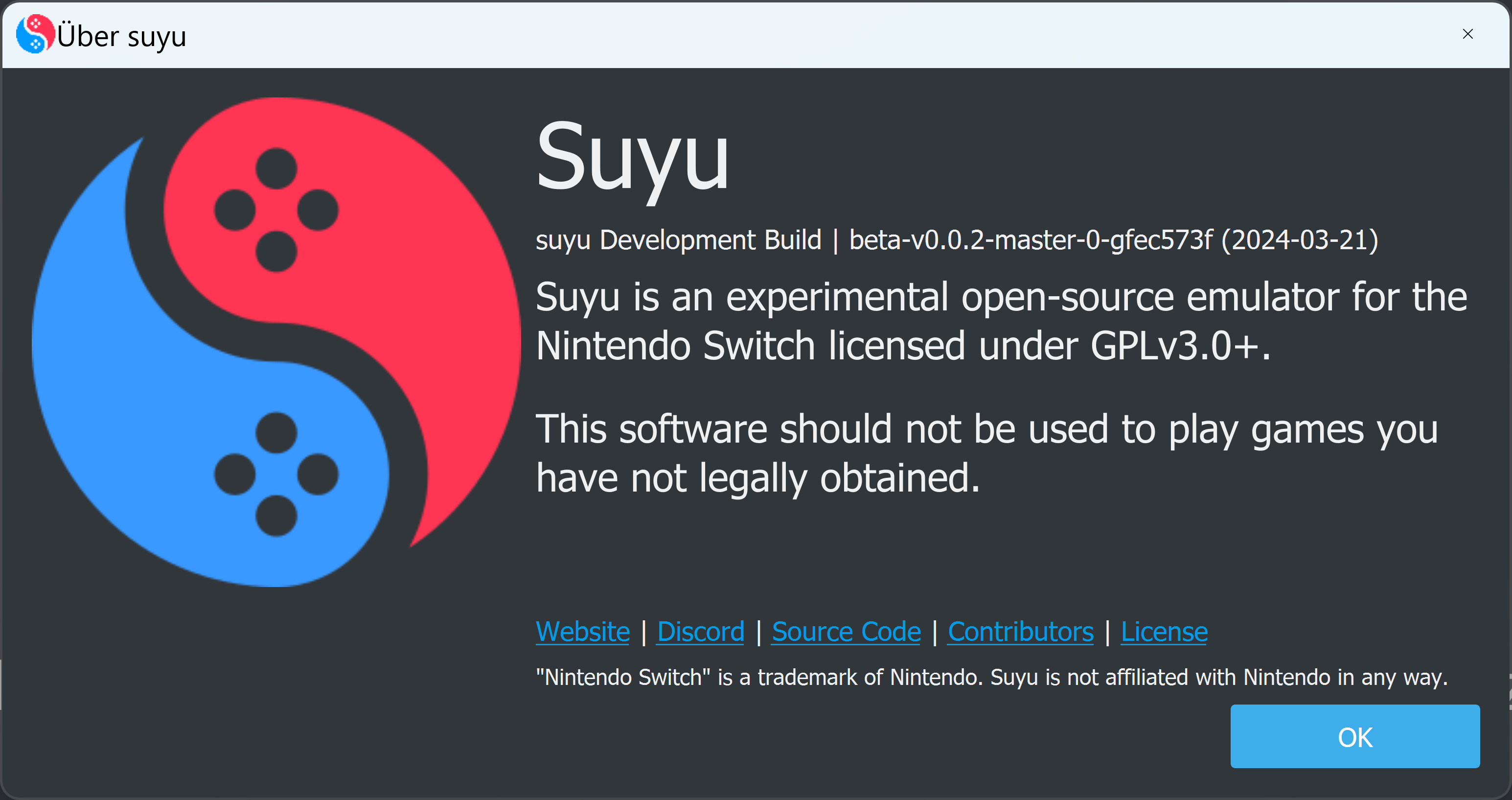
Fenster im Dark Mode und mit Disclaimer
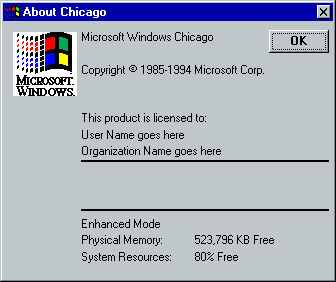
About-Box mit Platzhalter für User